# Étienne II de Kakhétie
Étienne ou Step'anos II de Kakhétie (en géorgien : სტეფანოზ II, Step'anoz II) est un prince de Kakhétie de la dynastie des Chosroïdes, qui règne de 685 à 736 selon la chronologie de Cyrille Toumanoff.

## Biographie
La Chronique géorgienne attribue à Étienne ou Stéphanos II, fils d'Adarnassé Ier, un règne de 24 ans. Cette même chronique précise « qu'il fut, plus qu'aucun autre roi de la Géorgie, pieux, épurateur de la religion, constructeur d'églises ». Elle ajoute qu'il résidait à Tiflis et que  c'est sous son règne que vécurent les catholicos « Samouel et Enon ».  
Selon Cyrille Toumanoff, Étienne II est issu de la dynastie dite des Chosroïdes qui gouverne la Kakhétie depuis l'abolition de la royauté en Ibérie ; il est le fils d'Adarnassé II de Kakhétie, prince de Kakhétie et Prince-Primat d'Ibérie de 650 à 684/685. À la mort de son père, le titre de Prince-Primat d'Ibérie est revenu à Gouaram III d'Ibérie, prince de Djavakheti et de Calarzène, de la dynastie rivale dite des Gouaramides.

## Postérité
Étienne II de Kakhétie est le père de :
- Mirian Ier ;
- Artchil Ier le Martyr.